# Mongolische Sprachen
Die mongolischen Sprachen bilden eine in Asien und Europa vor allem in der Mongolei, in China und Russland, vereinzelt auch in Afghanistan verbreitete Sprachfamilie von etwa 15 relativ nah verwandten Sprachen mit rund 7,5 Mio. Sprechern. Sie unterscheiden sich nicht so sehr im Wortschatz, dafür stärker in der Morphologie (Formenbildung) und Syntax.
Nur in der Inneren Mongolei in China ist die traditionelle mongolische Schrift Standard, die mongolischen Schriftsprachen in anderen Ländern werden im kyrillischen Alphabet geschrieben.

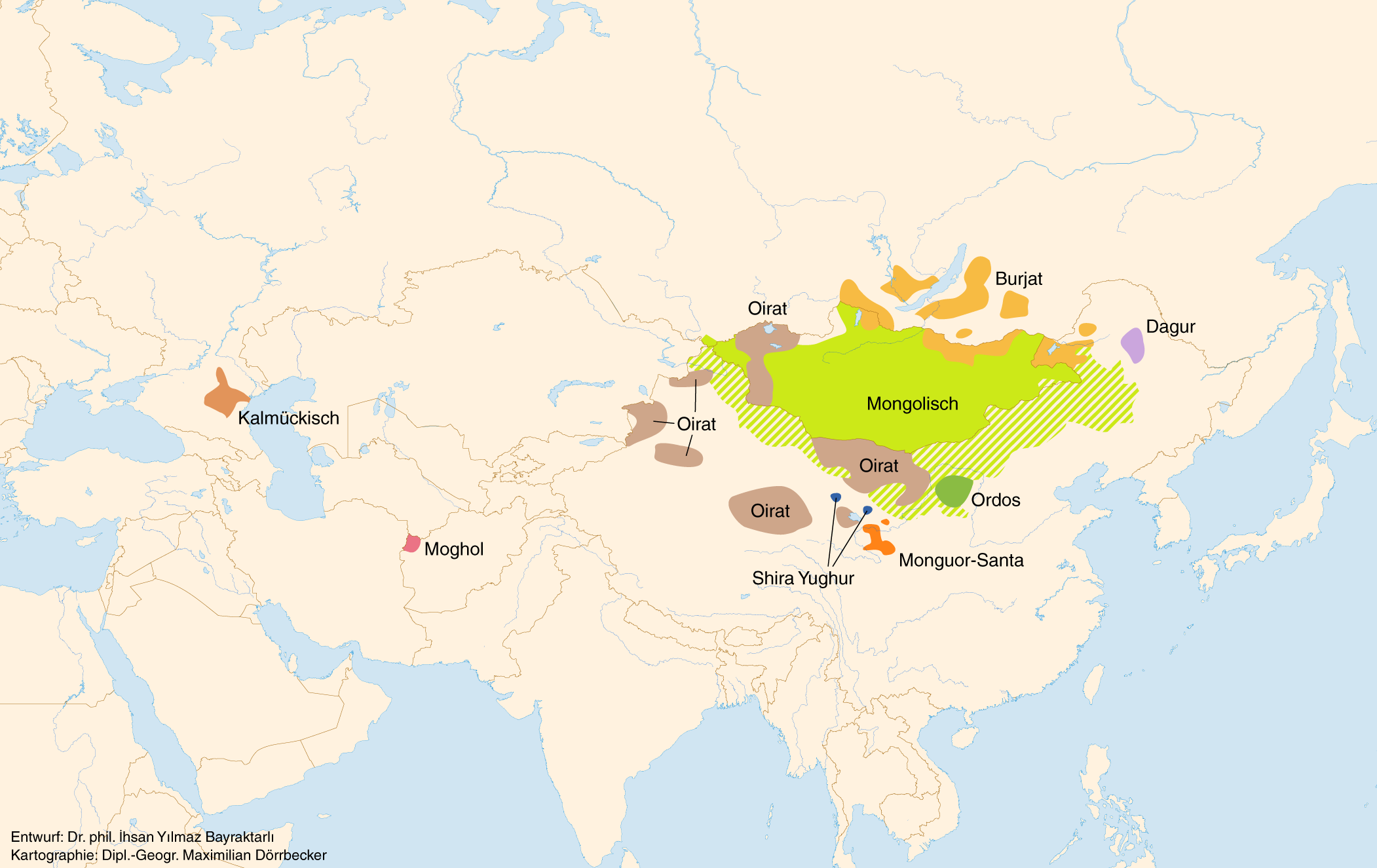
Verbreitungsgebiete der Mongolischen Sprachen

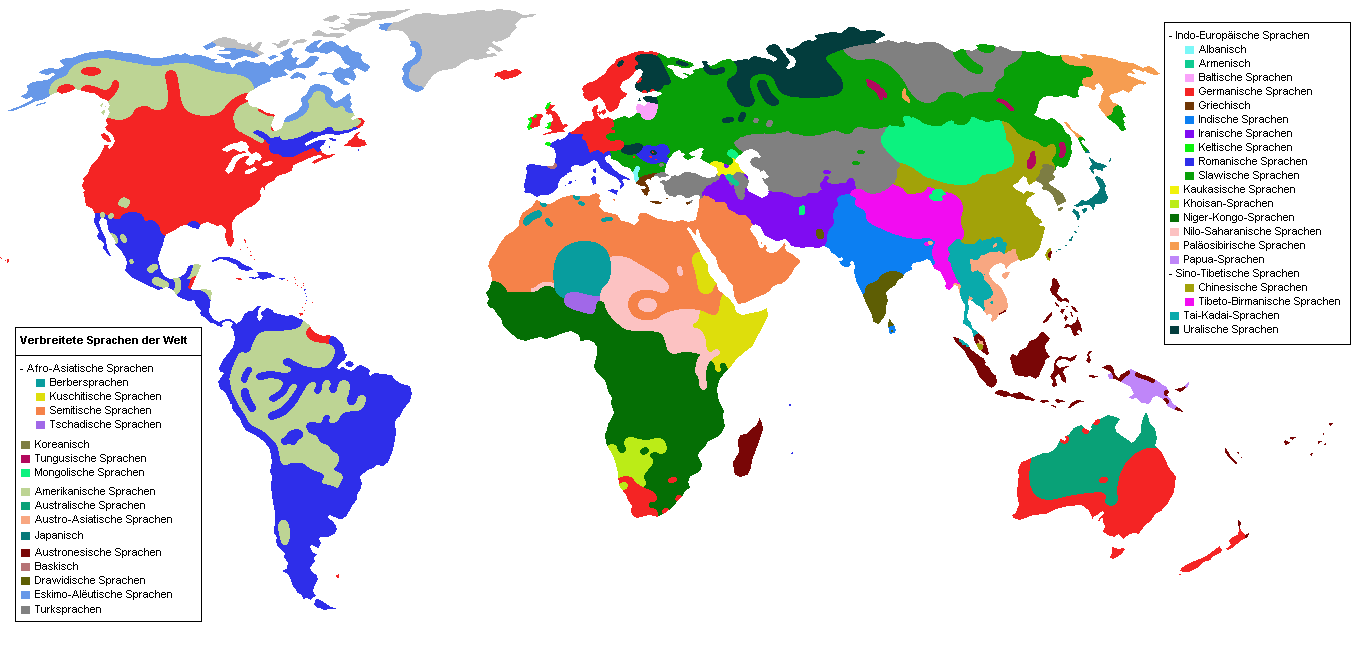
Sprachen der Welt

## Mongolisch als Untergruppe der altaischen Sprachen
Die mongolischen Sprachen werden oft in einen genetischen Zusammenhang mit den tungusischen und turkischen Sprachen gestellt und mit diesen als „altaische Sprachfamilie“ zusammengefasst. Die zweifelsohne vorhandenen typologischen und lexikalischen Übereinstimmungen zwischen mongolischen, tungusischen und turkischen Sprachen lassen sich jedoch auch durch eine gegenseitige Beeinflussung infolge von Sprachkontakten anstatt durch genetische Verwandtschaft erklären. Dazu ausführlich der Artikel Altaische Sprachen.

## Die bedeutenden Sprachen
Folgende mongolische Sprachen haben mindestens 100.000 muttersprachliche Sprecher:
| Sprache                   | Sprecherzahl | verbreitet in folgenden Ländern                                          |
| ------------------------- | ------------ | ------------------------------------------------------------------------ |
| Mongolisch                | 5 bis 6 Mio. | Mongolei (davon 2,5 bis 3 Mio. Chalcha-Dialekt), China (Innere Mongolei) |
| Burjatisch                | 450.000      | Russland, Mongolei, China                                                |
| Oiratisch                 | 350.000      | Mongolei, China                                                          |
| Santa (Dongxiang)         | 250.000      | China                                                                    |
| Kalmückisch (Kalmyk)      | 180.000      | Russland                                                                 |
| Mangghuer                 | 150.000      | China                                                                    |
| Dagurisch (Daur, Dahuren) | 100.000      | China                                                                    |
| Ordos (Urdus)             | 100.000      | China                                                                    |

## Klassifikation
Die genetische Einheit der mongolischen Sprachen ist völlig unstrittig, allerdings wird die innere Struktur dieser Sprachfamilie – vor allem auch wegen der relativ großen Ähnlichkeit der meisten Sprachen, die zu Abgrenzungsproblemen führt – durchaus rege diskutiert. Die traditionelle Klassifikation in einen west- und ostmongolischen Hauptzweig, sowie in eine Restkategorie sogenannter Randsprachen war ausschließlich areal statt genetisch motiviert, wobei die aktuelle, aber nicht die historische Verteilung der Sprachen zugrunde gelegt wurde.
Die vorliegende stärker genetisch orientierte Klassifikation basiert vor allem auf V. Rybatzki, Intra-Mongolic Taxonomy. In: J. Janhunen (Hrsg.): The Mongolic Languages (2003). Zur Klassifikation wurde der Umfang der lexikalischen Gemeinsamkeiten der einzelnen Sprachen herangezogen.
- Mongolisch (14 Sprachen, 7,5 Mio. Sprecher)
  - Dagur (Nordost-Mongolisch)
    - Dagur (alternativ Dahur, Tahur, Daur, Dahuren u. a.) (100 Tsd.)

  - Burjat (Nord-Mongolisch)
    - Chamnigan (Mongol-Chamnigan) (2 bis 3 Tsd.) (bilingual mongol.-tungus.)
    - Burjatisch (Buryat, Buryaad) (450 Tsd.)

  - Chalcha-Oirat (Zentral-Mongolisch)
    - Chalcha-Ordos
      - Mongolisch (5 bis 6 Mio.)
        - Jerim-Dialektgruppe: Chortschin, Jasagtu, Jarut, Jalait-Dörbet, Gorlos
        - Juu-Uda-Gruppe: Aru Chortschin, Baarin, Ongniut, Naiman, Aochan
        - Josotu-Gruppe: Charatschin, Tümet
        - Ulan-tsab-Gruppe: Tschachar, Urat, Darchan, Muumingan, Dörben Küüket, Keschigten
        - Shilingol-Gruppe: Üdzümütschin, Khuutschit, Abaga, Abaganar, Sönit
        - Dialektgruppe der äußeren Mongolei: Chalcha, Chotogoit, Darchat, Tsongol, Sartul, Dariganga

      - Ordos (Urdus) (100 Tsd.)

    - Oirat-Kalmyk
      - Oiratisch (Oirat, Oyirad) (350 Tsd.)
      - Kalmückisch (Kalmyk) (180 Tsd.)

  - Shira Yugur (Süd-Zentral-Mongolisch)
    - Shira Yughur (Dongbu Yugu, Ost-Yughur, Nggar) (3 Tsd., ethnisch 6 Tsd.)

  - Monguor-Santa (Südost-Mongolisch)
    - Mongghuol (Huzhu Mongghul, Monguor, Tu) (150 Tsd., ethnisch 200 Tsd.)
    - Mangghuer (Minhe Mangghuer) (25 Tsd.)
    - Bonan (Bao'an, Paoan, Paongan) (6 Tsd.)
    - Kangjia (0,4 Tsd.) (erst in den 1990er Jahren entdeckt)
    - Santa (Sarta, Dongxiang, Tungxiang, Tung) (250 Tsd.)

  - Moghol (Südwest-Mongolisch)
    - Mogholi (Moghol) (200 Sprecher, ethnisch 3 Tsd.)

## Geographische Verbreitung nach Staaten
Die mongolischen Sprachen sind in der Mongolei, China, Russland und Afghanistan verbreitet. Die folgende Tabelle zeigt die Verbreitung der Sprachen mit den aktuellen Sprecherzahlen in den einzelnen Ländern.
Mongolische Sprachen – Verteilung nach Staaten
| Sprache             | Sprecherzahl | verbreitet in folgenden Ländern                                                   |
| ------------------- | ------------ | --------------------------------------------------------------------------------- |
| DAGUR               |              |                                                                                   |
| Dagur               | 100.000      | China (Innere Mongolei, Xinjiang)                                                 |
| BURJAT              |              |                                                                                   |
| Burjatisch          | 450.000      | Russland 320.000, China 65.000, Mongolei 65.000                                   |
| Chamnigan           | 3.000        | Russland (Transbaikalien) bilingual mongolisch-tungusisch                         |
| CHALCHA-OIRAT       |              |                                                                                   |
| Mongolisch          | 5 bis 6 Mio. | Mongolei 2,5 Mio. (hauptsächlich Chalcha), China (Innere Mongolei) 3 bis 3,5 Mio. |
| Ordos (Urdus)       | 100.000      | China (Innere Mongolei)                                                           |
| Oiratisch           | 350.000      | Mongolei 200.000, China 150.000                                                   |
| Kalmückisch         | 150.000      | Russland (Kalmückien)                                                             |
| SHIRA-YUGUR         |              |                                                                                   |
| Shira Yugur         | 3.000        | China (Gansu)                                                                     |
| MONGUOR-SANTA       |              |                                                                                   |
| Mongghuol (Monguor) | 100.000      | China (Qinghai)                                                                   |
| Mangghuer           | 30.000       | China (Qinghai)                                                                   |
| Bonan (Paoan)       | 600.000      | China (Qinghai, Gansu)                                                            |
| Kangjia             | 400          | China (Qinghai) erst in den 1990er entdeckt                                       |
| Santa (Dongxiang)   | 600.000      | China (Gansu)                                                                     |
| MOGHOL              |              |                                                                                   |
| Mogholi             | 200          | Afghanistan (bei Herat)                                                           |

## Lexikalischer Vergleich
Dass die mongolischen Sprachen eng miteinander verwandt sind, zeigen die folgenden Wortgleichungen aus dem Grundwortschatz der wichtigsten modernen mongolischen Sprachen. Zusätzlich ist die protomongolische oder altmongolische Form, die Form des literarischen Mongolisch (seit dem 12. Jahrhundert in uighurischer Vertikalschrift überliefert, im 17. Jahrhundert fixiert) und die mittelmongolische Form (13. bis 16. Jahrhundert) aufgeführt.
| Bedeutung   | Proto- Mongol. | Literar. Mongol. | Mittel- Mongol. | Chalcha     | Burjat | Kalmyk | Ordos  | Baoan | Monguor | Dagur   | Yugur   |
| ----------- | -------------- | ---------------- | --------------- | ----------- | ------ | ------ | ------ | ----- | ------- | ------- | ------- |
| Vater       | *abu           | abu              | abu             | aav         | aba    | awə    | abe    | abe   | aba     | .       | aba     |
| Mutter      | *ebej          | ebei             | ebej            | (evij, eej) | ebı    | ewə    | .      | .     | .       | ewe     | .       |
| Sohn/Enkel  | *ači           | ači              | ači             | ač          | aša    | ačə    | ači    | .     | ači     | .       | .       |
| Bruder      | *aka           | aqa              | aqa             | (ax)        | axa    | axə    | axa    | .     | aga     | aka     | aga     |
| Frauenbrust | *kökön         | kökün            | kokan           | xöx         | xüxen  | kökn   | göxö   | kugo  | kugo    | .       | hgön    |
| Blut        | *čisu          | čisu             | čisun           | cus         | šuhan  | cusn   | djusu  | čisoŋ | cəsu    | čos     | čusun   |
| Kopf        | *tolugai       | toluɣai          | .               | tolgoj      | tolgoj | tolɣa  | tologo | .     | tolGui  | .       | toloɣui |
| Auge        | *nidün         | nidün            | nidun           | nüd         | nüde   | nüdn   | nüdün  | nedoŋ | nudu    | nide    | nudun   |
| Hand/Arm    | *gar           | ɣar              | qar             | gar         | gar    | ɣar    | Gar    | xar   | Gar     | .       | Gar     |
| Wasser      | *usu           | usun             | usun            | us          | uhan   | usn    | usun   | se    | .       | oso     | qusun   |
| Fels        | *kada          | qada             | qada            | xad         | xada   | xadə   | xada   | .     | Gada    | xada    | Gada    |
| See (der)   | *naɣur         | naɣur            | na'ur           | nuur        | nur    | nur    | nur    | .     | nur     | naur    | .       |
| 3           | *gurban        | ɣurban           | xurban          | gurav       | gurban | gurwn  | gurwa  | goraŋ | guran   | guarban | gurwan  |
| 4           | *dörben        | dörben           | dorben          | döröv       | dürben | dörwn  | dörwo  | deroŋ | deran   | durub   | dörwen  |
| 5           | *tabun         | tabun            | tabun           | tav(an)     | taban  | tawn   | tawun  | tavoŋ | tawen   | tawan   | .       |

Quelle: S. Starostin, Altaic Etymological Database, Internet 2005. (Teilweise in Buchform erhältlich: S. Starostin (et al.), Etymological Dictionary of the Altaic Languages, Part 1 (A-K), Brill, Leiden 2003.)

## Sprachperioden und Schriftsysteme
Man teilt die mongolische Sprache historisch in folgende Perioden ein:
Altmongolisch – Mongolisch vor dem 13. Jahrhundert
Das Altmongolische steht noch nahe am Proto-Mongolischen, dem Konstrukt einer Protosprache, aus der alle mongolischen Sprachen hervorgegangen sind. Es enthält bereits manche Lehnwörter aus anderen Sprachen wie Kitan, den frühen Rouran-Sprachen und aus dem Chinesischen der Tang-Dynastie. Am Ende der altmongolischen Periode wurde die vertikale uighurische Schrift von den Mongolen übernommen.
Mittelmongolisch – Mongolisch vom 13. bis zum Beginn des 17. Jahrhunderts
Mittelmongolisch ist in Texten in chinesischer Transkription erhalten (wichtigster Text ist „Die geheime Geschichte der Mongolen“, ca. 1240), aber auch in der tibetischen Phags-Pa-Schrift und zweisprachigen Glossaren. Ältestes erhaltenes Schriftzeugnis von etwa 1225 ist jedoch der Stein des Yisüngge, eines Neffen Dschingis Khans. Am Ende dieser Periode erfolgte die Konversion der Mongolen zum (tibetischen) Buddhismus (17. Jahrhundert). Deswegen wurden viele Übersetzungen aus dem Tibetischen oder dem Sanskrit veröffentlicht und buddhistische Termini ins Mongolische übernommen oder übersetzt. In der mittelmongolischen Zeit beginnt die Differenzierung der mongolischen Dialekte, die sich später zu den heutigen mongolischen Sprachen entwickelten.
Modernes Mongolisch – Mongolisch seit dem 17. Jahrhundert sowie
Klassisches Mongolisch – Klassische Schriftsprache seit dem 17. Jahrhundert
Im 17. Jahrhundert erfolgte der Übergang zur modernen gesprochenen Sprache, aber auch die Fixierung der klassischen Schriftsprache, die auf alt- und mittelmongolische Stufen zurückgeht. Die gesprochenen Formen des Mongolischen haben sich von der Schriftsprache sehr weit entfernt.
Die mongolischen Sprachstufen kann man u. a. an der Veränderung des altmongolischen anlautenden /p-/ deutlich machen. Es wurde mittelmongolisch zu /h-/, im modernen Mongolischen (auch in der klassischen Schriftsprache) verschwindet es ganz. Beispiel: altmongolisch pon > mittelmongolisch hon > lit. mongolisch on „Jahr“.
Zu den Schriftsystemen des Mongolischen siehe auch die Artikel Mongolische Sprache und Mongolische Schrift.

## Sprachliche Charakteristik

### Typologische Merkmale
Typologisch weisen die mongolischen Sprachen große Ähnlichkeit mit den beiden anderen Gruppen der altaischen Sprachen (Turkisch und Tungusisch) auf, finden sich aber auch bei uralischen und paläosibirischen Sprachen.
Die wichtigsten typologischen Charakteristika der mongolischen Sprachen sind:
- Mittelgroße Phoneminventare und einfache Silbenstruktur, kaum Konsonantencluster. In der Regel sieben Vokale (das „türkische“ /ı/ ist mit /i/ zusammengefallen). Die Vokale können nach ihrer Artikulationsstelle (vorn-hinten), Rundung (gerundet-ungerundet) und Höhe (hoch-tief) eingeteilt werden. Diese Klassifikation ist für die Vokalharmonie von entscheidender Bedeutung.

| Artikulationsort | vorn       | vorn     | hinten     | hinten   |
| ---------------- | ---------- | -------- | ---------- | -------- |
| Rundung          | ungerundet | gerundet | ungerundet | gerundet |
| hoch             | i          | ü        |            | u        |
| tief             | e          | ö        | a          | o        |

- Vokalharmonie zwischen letztem Vokal des Stamms und folgendem Suffix, die auf verschiedenen Vokaloppositionen beruht, vor allem auf der Artikulationsstelle „vorne-hinten“ („Palatale Vokalharmonie“). Einige mongolische Sprachen, z. B. Mogholi und Tu, haben die Vokalharmonie verloren.
  - Beispiel aus dem Chalcha:

mal-aar „durch das Vieh“ (INSTR)
nom-oor „durch das Buch“ (INSTR)
- Eine durchgehend agglutinative Wortbildung und Flexion, und zwar nahezu ausschließlich durch Suffixe. Jedes Morphem hat eine spezifische Bedeutung und grammatische Funktion und ist – abgesehen von den Erfordernissen der Vokalharmonie – unveränderlich.
- Adjektive werden in den modernen mongolischen Sprachen nicht flektiert, sie zeigen keine Kongruenz mit ihrem Bestimmungswort, dem sie vorausgehen. (Allerdings weisen die älteren Sprachstufen Reste einer Kongruenz in Numerus und Geschlecht auf.)
- Bei der Verwendung von Quantifizierern (Zahlwörter, Mengenangaben) entfällt die Pluralmarkierung.
- Es gibt keine Artikel.
- Es gibt kein grammatisches Geschlecht, auch nicht bei den Pronomina.
- Wichtig für mongolische Sprachen ist das Konzept der Konverben (ähnlich Partizipien), die als Ersatz für Nebensätze verwendet werden. Dazu unten Beispiele aus dem Chalcha.
- Das Verbum steht am Satzende, die normale Satzfolge ist SOV (Subjekt-Objekt-Verb).

### Nominalbildung
Die Nomina der mongolischen Sprachen besitzen die Kategorien Numerus (Singular / Plural) und Kasus (sieben Fälle), die durch angehängte Plural- bzw. Kasusmarker gekennzeichnet werden. Die Pluralmarker stehen vor den Kasusmarkern, beide Suffixe unterliegen der Vokalharmonie (s. o.).
Die Pluralbildung wird am Beispiel des Chalcha gezeigt. Pluralmarker sind /nar/, /uud/ und /čuud/ und Varianten davon sowie seltener /d/ und /s/.
Beispiele für die Pluralbildung im Chalcha
| Bedeutung | Singular | Plural      |
| --------- | -------- | ----------- |
| Buch      | nom      | nom-uud     |
| Jüngling  | zaluu    | zaluu-čuud  |
| Vater     | aav      | aav-uud     |
| Mutter    | eej      | eej-üüd     |
| Sohn      | xüü      | xüü-d-üüd   |
| Bruder    | ax       | ax-nar      |
| Kopf      | tolgoi   | tolgoi-nuud |
| Auge      | nüd      | nüd-nüüd    |
| Arm       | gar      | gar-nuud    |
| Fels      | xad      | xad-nuud    |
| See       | nuur     | nuur-nuud   |

Folgende Tabelle zeigt die Kasusmarker und die Deklination des Wortes mal „Vieh“ im Chalcha.
| Kasus         | Kasusmarker | Form    | Bedeutung                     |
| ------------- | ----------- | ------- | ----------------------------- |
| Nominativ     | -Ø          | mal-Ø   | das Vieh (Nom.)               |
| Genitiv       | -iin        | mal-iin | des Viehs                     |
| Dativ-Lokativ | -d          | mal-d   | dem Vieh, beim Vieh, zum Vieh |
| Akkusativ     | -iig        | mal-iig | das Vieh (Akk.)               |
| Ablativ       | -aas        | mal-aas | vom Vieh her                  |
| Instrumental  | -aar        | mal-aar | durch das Vieh                |
| Komitativ     | -tai        | mal-tai | zusammen mit dem Vieh         |
| Allativ       | -ruu        | mal-ruu | zum Vieh hin                  |

Adjektive
- ulaan nom „das rote (ulaan) Buch (nom)“
- ulaan nom-uud „die roten Bücher“
- ulaan nom-iin „des roten Buches“

Es erfolgt keine Veränderung am vorangestellten Adjektiv in Numerus und Kasus und es gibt keine Kongruenz mit dem Bestimmungswort.
Personalpronomina
Die Personalpronomina lauten im Nominativ:
| Person | Singular | Plural        |
| ------ | -------- | ------------- |
| 1      | bi       | bid (bid nar) |
| 2      | či, ta   | ta nar        |
| 3      | ene, ter | ted (ted nar) |

Bei der 2. Person Singular entspricht die einstige Pluralform ta heute nur noch der höflichen Anrede „Sie“. Die Pronomina der 3. Person stammen von Demonstrativpronomina ab und unterscheiden sich danach, ob die fragliche Person sich weit weg oder nahe beim Sprecher befindet; ter steht für „er/sie/es“ (es gibt auch beim Pronomen keine Geschlechtsmarkierung). In der Deklination haben die Pronomina im Singular sowie in der ersten Person Plural oblique Stämme, wobei in der 1. Person Plural im Genitiv zwischen exklusivem und inklusivem „wir“ unterschieden wird. Die obliquen Stämme der 3. Person Singular werden heutzutage in der gesprochenen Sprache meist durch die regelmäßigen Formen ersetzt.
Die obliquen Formen des Personalpronomen
| Person | Singular            | Plural                  |
| ------ | ------------------- | ----------------------- |
| 1      | nad-, min-ii (Gen.) | bid(en)-, man-ai (Gen.) |
| 2      | čam-, čin-ii (Gen.) |                         |
| 3      | üü(n)-, tüü(n)-     |                         |

### Verbalmorphologie
Die Grundzüge der Verbalbildung werden am Beispiel des Chalcha erläutert.
Aspekt und Tempus
Mongolische Verben unterscheiden zwei Aspekte, einen Perfektiv (abgeschlossene Handlung) und einen Imperfektiv (nicht-abgeschlossene Handlung). Beide Aspekte können wiederum die Tempora Präteritum (Vergangenheit) und Präsens-Futur (Nicht-Vergangenheit) besitzen. Dadurch hat jedes Verbum vier Stammformmen, die durch folgende Suffixe gekennzeichnet werden:
Die Stammformmarker des mongolischen Verbums
| Tempus        | Perfektiv | Imperfektiv |
| ------------- | --------- | ----------- |
| Präteritum    | -v        | -džee       |
| Präsens-Futur | -laa      | -na         |

Diese Formen weisen keine Unterscheidung der Person auf und können nicht negiert werden. Beispiele:
- ter ire-v „er/sie/es ist gekommen“ (Perfektiv, Vergangenheit)
- bid nom-iig unši-na „wir werden ein Buch lesen“

Negation
Die Negierung erfolgt durch den Negationsmarker /-gui/, der an Verbalnomina angehängt wird. Im Präteritum wird dazu das Verbalnomen auf /-san/ verwendet, im Präsens-Futur auf /-x/. Beispiele:
- ter ir-sen-gui „er/sie/es ist nicht gekommen“
- bi mede-x-gui „ich weiß nicht“

Iterativ, Durativ
Ein iterativer oder durativer Aspekt kann durch das Verbalnomen auf /-dag/ ausgedrückt werden. Beispiel:
- ter Ulaanbaatart amidar-dag „er lebt (ständig) in Ulaanbaator“

Imperativ
Der Imperativ wird durch den bloßen Stamm gebildet, seine höfliche Form durch /-aarai/, seine Verneinung mit Hilfe von /bitgii/. Beispiele:
- yav! „geh!“
- yaw-aarai! „geh bitte!“
- bitgii yav! „geh nicht“

Es existieren noch ca. 10 weitere Imperativendungen, die je nach Situation und Dringlichkeit eingesetzt werden und in ihrer Stärke zwischen einem unverbindlichen Wunsch (yav-maar) bis hin zu einer dringlichen Aufforderung (yav-aach) reichen können.
Konverben
Konverben werden in allen mongolischen Sprachen bei der Koordination oder Subordination mehrerer Sätze gebraucht, man kann sie als Partizipien ansehen. Je nach Funktion haben sie unterschiedliche Formen.
Eine einfache Sequenz wird durch das Konverb auf /-dž/ eingeleitet, nur das letzte Verb in einer solchen Kette steht in einer finiten Form. Beispiel:
- bi doloon cagt bos-dž, oglooni xool ide-dž, nom unši-v
- „ich stand um sieben Uhr auf, aß Frühstück und las (dann) ein Buch“

Vorzeitigkeit wird durch das Konverb auf /-aad/ ausgedrückt. Beispiel (wegen der Vokalharmonie hier /-ood/):
- Bid xuvcas oms-ood, nom-oog unši-na „nachdem wir uns angezogen haben, werden wir ein Buch lesen“

Literatur: Beispiele zur Morphologie zum Teil aus G.L. Campbell, Compendium of the World's Languages.